# 1630 en arts plastiques
| Années des arts plastiques : 1627 - 1628 - 1629 - 1630 - 1631 - 1632 - 1633    |
| Décennies des arts plastiques : 1600 - 1610 - 1620 - 1630 - 1640 - 1650 - 1660 |

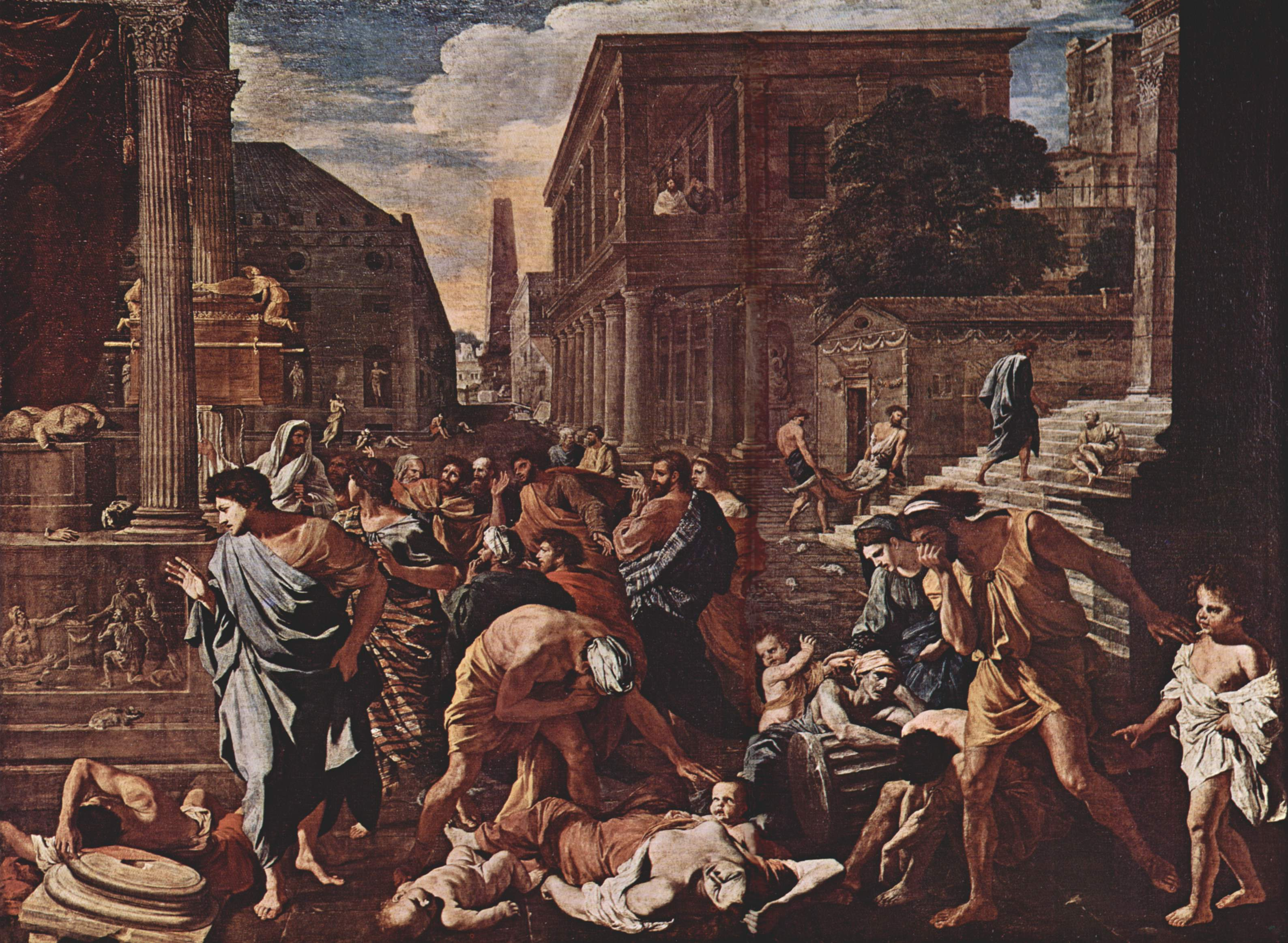
La Peste à Ashdod, de Nicolas Poussin.

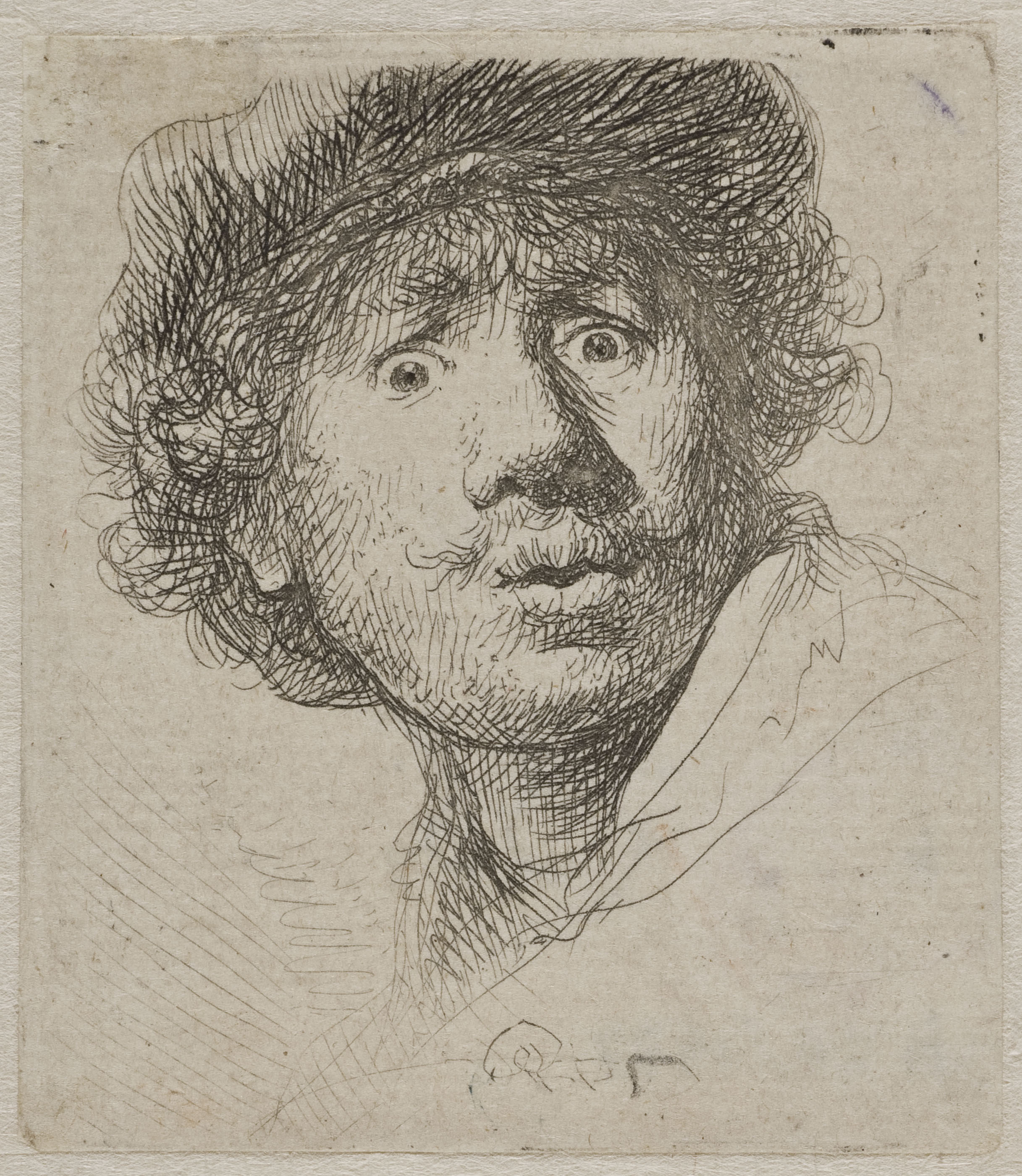
Rembrandt aux yeux hagards, autoportrait gravé

Cette page concerne l'année 1630 en arts plastiques.

## Œuvres
- 1628-1630 : Et in Arcadia ego, huile sur toile de Nicolas Poussin
- Rembrandt aux yeux hagards, eau-forte de Rembrandt

## Naissances
- 27 janvier : Job Berckheyde, peintre néerlandais († 23 novembre 1693),
- 12 février : Cornelis Bisschop, peintre néerlandais († 21 janvier 1674),
- 20 février : Josefa de Óbidos, peintre portugaise († 22 juillet 1684),
- 3 mars : Salomon Adler, peintre  baroque allemand († 1709),
- 7 mai : Simone del Tintore, peintre baroque italien († 16 février 1708),
- 10 juin : Willem van Bemmel, peintre néerlandais († 20 décembre 1708),
- 27 août : Maria van Oosterwijk,  peintre baroque néerlandaise († 12 novembre 1693),
- 12 novembre : Catherine Girardon, peintre française († 21 septembre 1698),
- 26 décembre : Gabriel Blanchard, peintre français († 1704),
- 28 décembre : Ludolf Bakhuizen, peintre de marine néerlandais († 17 novembre 1708),
- décembre (baptême) : Claudine Brunand, graveuse et dessinatrice française († 18 juillet 1674),
- Gillis Rombouts, peintre hollandais († février 1672).

## Décès
- 22 avril : Agostino Ciampelli, peintre italien (° 29 août 1565),
- 23 mai : Hans Jordaens I, peintre flamand (° vers 1555),
- 13 juillet : Matteo Zaccolini, religieux, peintre et théoricien de la peinture italien (° avril 1574),
- 17 juillet : Antonio Gandini, peintre italien (° 1565),
- 30 juillet : Pasquale Ottini, peintre italien (° 26 septembre 1578),
- 5 août : Antonio Tempesta, peintre et graveur italien de l'école florentine du baroque (° 1555),
- 18 novembre : Esaias Van de Velde l'Ancien, aquafortiste néerlandais (° 17 mai 1587),
- ? :
  - Frère Adriano, peintre maniériste espagnol (° ?),
  - Giulio Cesare Angeli, peintre baroque italien (° 1570),
  - Pietro Baschenis, peintre maniériste italien (° 1590),
  - Marcantonio Bassetti, peintre italien (° 1586),
  - Pier Antonio Bernabei, peintre baroque italien de l'école de Parme (° 13 mai 1567),
  - Carlo Bononi, peintre du classicisme italien de l'école de Ferrare finissante (° 1569),
  - Giovanni Simone Comandè, peintre italien (° 1558),
  - Mariangiola Criscuolo, peintre maniériste italienne (° 1548),
  - Jerónimo Rodríguez de Espinosa, peintre espagnol (° 17 avril 1562),
  - Fede Galizia, peintre italienne (° 1578),
  - Ottavio Leoni, peintre et graveur italien (° 1578),
  - Carlo Antonio Procaccini, peintre italien (° 13 janvier 1571),
- Vers 1630 :
- Jean Le Grain, de son vrai nom Jan Ziarnko, dessinateur et graveur polonais (° vers 1575).